# Karosa C 943
A Karosa C 943 egy cseh csuklós helyközi autóbusz, a Karosa helyközi sorozatának egyetlen csuklós típusa. A Karosa Állami vállalat 1997-től 2001-ig összesen 27 darabot gyártott belőle. Utódja a Karosa C 954 helyközi autóbusz.

## Műszaki adatok
A Karosa 900-as sorozat modellje. A C 943 a Karosa B 941-ből származik. Két merev szakaszból áll, amelyek egy forgócsuklóval vannak összekötve. A karosszéria félig önhordó vázzal és motorral, automata sebességváltóval a hátsó részen. Csak a harmadik C tengely hajtott, ami azt jelenti, hogy ez a csuklós busz toló konfiguráció. A mellső tengely független, a középső és a hátsó tengelyek szilárdak. Minden tengely légrugós felfüggesztésre van felszerelve. A jobb oldalon három ajtó van (az első keskenyebb, mint a középső ajtók). A vezetőfülke nem különül el a jármű többi részétől. A buszok nyitott forgótányérral rendelkeznek.

## Fordítás
- Ez a szócikk részben vagy egészben  a   Karosa C 943 című angol Wikipédia-szócikk fordításán alapul.  Az eredeti cikk szerkesztőit annak laptörténete sorolja fel. Ez a jelzés csupán a megfogalmazás eredetét és a szerzői jogokat jelzi, nem szolgál a cikkben szereplő információk forrásmegjelöléseként.